# جون لوفيت
جون لوفيت (بالإنجليزية: John Lovett)‏ هو لاعب كرة قدم أمريكية أمريكي، ولد في 1 ديسمبر 1950 في ناياك في الولايات المتحدة.